# خلیج ایران (روزنامه)
خلیج ایران نام یکی از مطبوعات استان فارس در دوران پهلوی اول است.
این روزنامه از سال ۱۳۰۸ خورشیدی به وسیله یوسف اخوت، در بوشهر به چاپ رسیده است.